# 18-Elektronen-Regel
Die 18-Elektronen-Regel (18-Valenzelektronen-Regel) in der Chemie besagt, dass Komplexe mit 18 Gesamtvalenzelektronen besonders stabil sind. Die Regel lässt sich auf viele Komplexe der Übergangsmetalle anwenden. Sie ergibt sich aus der Molekülorbitaltheorie und gilt für Elemente ab der vierten Periode des Periodensystems. Die 18-Elektronen-Regel ist somit das Pendant zur bekannten „Oktettregel“ der Hauptgruppenelemente. Beide Regeln sind Varianten der Edelgasregel, gemäß der Atome in Verbindungen bevorzugt dieselbe Elektronenkonfiguration wie ein Edelgasatom aufweisen.

## Beispiele
Das Übergangsmetall Chrom bildet die Verbindung Chromhexacarbonyl [Cr(CO)6], Eisen das stabile Eisenpentacarbonyl [Fe(CO)5], während Nickel das besonders stabile Nickeltetracarbonyl [Ni(CO)4] bildet. In allen Metallcarbonylen hat das entsprechende Metallzentrum (Oxidationsstufe = 0) eine Gesamtvalenzelektronenzahl von 18 und damit die Edelgaskonfiguration des Kryptons: Chrom selbst hat sechs Valenzelektronen, Eisen acht und Nickel zehn. Da jedes CO-Molekül zwei Elektronen zur koordinativen Bindung beisteuert, müssen bei [Cr(CO)6] zwölf, bei [Fe(CO)5] zehn und bei [Ni(CO)4] acht Valenzelektronen dazugerechnet werden.

## Grenzen des Modells
Mit der 18-Elektronen-Regel kann z. B. die Stabilität von Ferrocen (18 Elektronen) und der reduzierende Charakter der Metallocenverbindungen Cobaltocen (19 Elektronen) und Nickelocen (20 Elektronen) erklärt werden. Nickelocen ist dabei weniger reaktiv, da sich 2 Elektronen in einem nur schwach antibindenden Orbital befinden.

### Sterische Gründe
Bei den frühen Übergangsmetallen wird die 18-Elektronen-Regel oft aus sterischen Gründen nicht erfüllt. Das heißt, dass nicht ausreichend Raum um das Zentralteilchen vorhanden ist, um genügend Liganden – und damit fehlende Elektronen – anzulagern. Beispielsweise besitzt Vanadiumhexacarbonyl [V(CO)6] lediglich 17 Elektronen am Vanadiumatom. Ein denkbarer Ausweg aus diesem Elektronenmangel wäre die Dimerisierung unter Ausbildung einer kovalenten V–V-Bindung (Zugewinn eines gemeinsamen Elektrons). Diese Reaktion ist aber aus Platzgründen nicht mehr möglich. [V(CO)6] wirkt jedoch als mäßig starkes Oxidationsmittel, da es durch Aufnahme eines Elektrons in das Anion [V(CO)6]− mit 18-Gesamtvalenzelektronen überführt wird.

### Fall überwiegend elektrostatischer Wechselwirkungen
Ein weiterer Grund für die Nichterfüllung der Regel ist das Vorliegen von eher elektrostatischen (elektrovalenten, ionischen) Bindungsbeziehungen. Hier sind nicht Orbital-Überlappungen entscheidend. Es müssen also auch keine Regeln, die aus der Orbitaltheorie stammen, befolgt werden. Die Bindung erfolgt vor allem aufgrund klassischer Elektrostatik. Als typisches Beispiel sei der bekannte stabile Kupfertetrammin-Komplex [Cu(NH3)4]2+ herausgegriffen, der nach der üblichen Zählweise 17 Gesamtvalenzelektronen (Cu2+: 9 e− + 4 × NH3: 4 × 2 e−) besitzen sollte.
Auch gerade die genannten Komplexe der frühen Übergangsmetalle sind unter diesem Gesichtspunkt nochmals zu erwähnen. Diese Metalle besitzen unter den Übergangsmetallen die kleinsten Elektronegativitäten und bilden auch deswegen mit vielen Komplexliganden eher elektrostatisch gebundene Komplexe, die die 18-Elektronen-Regel nicht erfüllen (müssen). Analoges gilt für Komplexe der Alkali- und Erdalkalimetalle – auch sie müssen weder die 8-Elektronen- noch die 18-Elektronenregel erfüllen, da auch hier kovalente Bindungsanteile verschwindend gering sind.

### Molekülorbitaltheoretische Betrachtung
Mithilfe der Molekülorbitaltheorie lässt sich die energetische Lage der Orbitale im Komplex bestimmen, wobei zwischen bindenden, nicht-bindenden und anti-bindenden Orbitalen unterschieden wird. Die Besetzung bindender Orbitale trägt zur Stabilität des Komplexes bei, die Besetzung anti-bindender Orbitale geht mit verringerter Stabilität einher. Allen oktaedrischen Komplexen ist gemein, dass das a1g-, die beiden eg- sowie die drei t1u-Orbitale stark bindend sind. Die aus der Besetzung dieser Orbitale folgende Stabilität des Komplexes führt dazu, dass praktisch alle oktaedrischen Komplexe eine Mindestanzahl von 12 Valenzelektronen aufweisen. Weitere Grenzorbitale sind die drei nicht-bindenden t2g- und die zwei antibindenden eg*-Orbitale, deren Charakter von den Liganden abhängt:
- Schwache Liganden (reine σ-Donoren und σ/π-Donoren) bewirken bei Elementen des 3d-Blocks nur einen schwach antibindenden Charakter der eg*-Orbitale und heben im Falle von π-Donoren die t2g-Orbitale in einen leicht antibindenden Charakter an. Der antibindende Charakter ist jedoch so gering, dass es kaum einen Unterschied macht, wie die Orbitale besetzt werden. Hier werden 12 (Mindestanzahl von oben) bis 22 (volle Besetzung der t2g- und eg*-Orbitale) Valenzelektronen beobachtet.
- Bei Elementen des 4d/5d-Blocks bewirken auch schwache Liganden einen stark antibindenden Charakter der eg*-Orbitale, deren Besetzung damit ungünstig wird. Der Grad der Besetzung der t2g-Orbitale spielt dagegen immer noch keine wesentliche Rolle, sodass 12 bis 18 Valenzelektronen beobachtet werden.
- Starke Liganden (σ-Donoren und π-Akzeptoren) bewirken generell eine starke Anhebung der Energie der eg*-Orbitale und senken über die π-Rückbindung die t2g-Orbitale in einen bindenden Charakter ab. Die Besetzung der t2g-Orbitale wird damit sehr günstig, die der eg*-Orbitale ungünstig. Dies führt zu einer besonders hohen Stabilität von Komplexen mit 18 Valenzelektronen.

Die 18-Elektronen-Regel gilt also insbesondere für Komplexe mit starken Liganden wie CO und CN−.
Die obigen Betrachtungen gelten in dieser Form nur für oktaedrische Komplexe. Tetraedrische Komplexe lassen sich jedoch ähnlich untersuchen, ebenfalls mit dem Ergebnis, dass die 18-Elektronen-Regel nur für Komplexe mit starken Liganden gilt. In quadratisch planaren Komplexe ergibt sich dagegen eine 16-Elektronen-Regel für starke Liganden.